# Alinen Pahtajärvi
Alinen Pahtajärvi och Ylinen Pahtajärvi, eller Pahtajärvet är sjöar i Finland. De ligger i kommunerna Pello och Övertorneå i landskapet Lappland, i den norra delen av landet, 700 km norr om huvudstaden Helsingfors. Alinen Pahtajärvi ligger 103,9 meter över havet. Den är 6,2 meter djup. Arean är 61,7 hektar och strandlinjen är 3,96 kilometer lång. Sjön  ingår i Torne älvs huvudavrinningsområde. 